# Euphorbia masirahensis
Euphorbia masirahensis là một loài thực vật có hoa trong họ Đại kích. Loài này được Ghaz. mô tả khoa học đầu tiên năm 1993.